# Hrabstwo Perry (Missisipi)
Hrabstwo Perry (ang. Perry County) – hrabstwo w stanie Missisipi w Stanach Zjednoczonych. Obszar całkowity hrabstwa obejmuje powierzchnię 650,20 mil² (1684,01 km²). Według szacunków United States Census Bureau w roku 2009 miało 12 035 mieszkańców.
Hrabstwo powstało w 1820 roku.

## Miejscowości

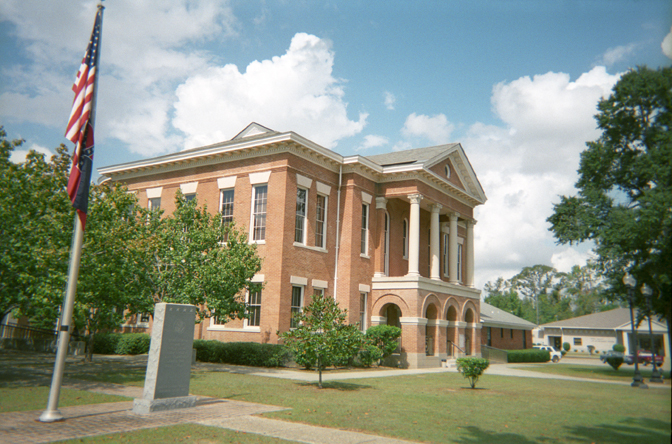
Budynek administracji hrabstwa (courthouse) w New Augusta

- Beaumont
- New Augusta
- Richton[4]

| Populacja hrabstwa w poprzednich latach | Populacja hrabstwa w poprzednich latach |
| Rok                                     | Liczba ludności                         |
| --------------------------------------- | --------------------------------------- |
| 1980                                    | 9901                                    |
| 1990                                    | 10 865                                  |
| 2000                                    | 12 138                                  |
| 2005                                    | 12 160                                  |